# Nadziboro
 Nadziboro est une localité et une  commune rurale de la préfecture de Nana-Mambéré, en République centrafricaine. 

## Histoire
L’ancienne appellation de la commune est Nadziboro-Badion

## Géographie
La localité se trouve à 192 km au sud du chef-lieu de préfecture : Bouar.
La commune de Nadziboro s’étend au sud-est de la ville de Abba, elle est limitrophe de la Mambéré-Kadéï. La plupart des villages sont situés sur l'axe Djembé-Abba. Elle s’étend sur la rive gauche de la rivière Mambéré qui la sépare de la commune d’Abba.
|      | Abba      |                 |
| Abba | Nadziboro | Zotoua-Bangarem |
|      | Carnot    |                 |

## Villages
Les principaux villages de la commune sont : Nadziboro, Abboboyafé, Gbadion et Garga Mboutou.
La commune rurale compte 9 villages recensés en 2003 : Abboboyafé, Gargaboutou, Gbadion, Nadziboro, Ngbafio 1, Ngbafio2, Otto, Sandaboguere, Sandabozandoui.
En 2016, la commune compte 22 villages pour 7 000 habitants.

## Économie
La majorité de la population active est employée dans le secteur minier.